# Europese kampioenschappen schaatsen 2000
De Europese kampioenschappen schaatsen 2000 werden op 15 en 16 januari 2000 gereden in de ijshal Vikingskipet te Hamar.
Titelverdedigers waren de Europees kampioenen van 1999 in Heerenveen. In Thialf werden de Nederlanders Tonny de Jong en Rintje Ritsma kampioen.
De Duitse Anni Friesinger en de Nederlander Rintje Ritsma werden Europees kampioen.
| Programma                                                               | Programma                                                                   |
| zaterdag 15 januari                                                     | zondag 16 januari                                                           |
| ----------------------------------------------------------------------- | --------------------------------------------------------------------------- |
| 500 meter vrouwen 500 meter mannen 3000 meter vrouwen 5000 meter mannen | 1500 meter vrouwen 1500 meter mannen 5000 meter vrouwen 10.000 meter mannen |

## Mannen

### Eindklassement
| Rang   | Schaatser            | Land        | Punten  | 500 m         | 5000 m        | 1500 m       | 10.000 m      |
| ------ | -------------------- | ----------- | ------- | ------------- | ------------- | ------------ | ------------- |
| Goud   | Rintje Ritsma        | Nederland   | 153,608 | 36,56 (3)     | 6.34,61 (4)   | 1.49,39 (4)  | 13.42,48 (6)  |
| Zilver | Eskil Ervik          | Noorwegen   | 153,858 | 37,30 (6)     | 6.30,53 (1)   | 1.49,53 (5)  | 13.39,91 (4)  |
| Brons  | Ids Postma           | Nederland   | 154,585 | 36,70 (4)     | 6.37,10 (6)   | 1.48,73 (2)  | 13.58,65 (12) |
| 4      | Roberto Sighel       | Italië      | 154,704 | 37,45 (7)     | 6.36,08 (5)   | 1.50,13 (6)  | 13.38,72 (3)  |
| 5      | Bart Veldkamp        | België      | 155,069 | 37,55 (8)     | 6.33,35 (2)   | 1.51,19 (10) | 13.42,42 (5)  |
| 6      | Petter Andersen      | Noorwegen   | 155,321 | 36,36 (2)     | 6.44,02 (15)  | 1.48,90 (3)  | 14.05,19 (14) |
| 7      | Vadim Sajoetin       | Rusland     | 155,919 | 38,06 (14)    | 6.34,22 (3)   | 1.51,61 (11) | 13.44,69 (7)  |
| 8      | Sicco Janmaat        | Nederland   | 156,035 | 37,87 (11)    | 6.38,32 (8)   | 1.50,92 (7)  | 13.47,20 (8)  |
| 9      | Ådne Søndrål         | Noorwegen   | 156,158 | 35,72 (1)     | 6.52,67 (22)  | 1.47,23 (1)  | 14.28,57 (16) |
| 10     | Marnix ten Kortenaar | Oostenrijk  | 156,715 | 37,78 (10)    | 6.41,06 (9)   | 1.50,97 (9)  | 13.56,78 (11) |
| 11     | Knut Morgenstern     | Duitsland   | 157,037 | 38,23 (15)    | 6.44,78 (16)  | 1.52,74 (17) | 13.34,98 (2)  |
| 12     | Alexander Baumgärtel | Duitsland   | 158,542 | 38,95 (22)    | 6.42,13 (12)  | 1.52,76 (18) | 13.55,86 (10) |
| 13     | Paweł Zygmunt        | Polen       | 158,643 | 37,89 (12)    | 6.51,77 (20f) | 1.51,78 (12) | 14.06,33 (15) |
| 14     | Martin Feigenwinter  | Zwitserland | 159,682 | 39,90 (24)    | 6.41,43 (10)  | 1.54,22 (23) | 13.51,33 (9)  |
| 15     | Dmitri Sjepel        | Rusland     | 178,811 | 59,13 (27f)   | 6.42,06 (11)  | 1.52,11 (14) | 14.02,11 (13) |
| 16     | Frank Dittrich       | Duitsland   | 184,551 | 1.06,65 (28f) | 6.37,74 (7)   | 1.53,08 (19) | 13.28,68 (1)  |
| NC17   | Sebastian Falk       | Zweden      | 116,491 | 38,25 (16)    | 6.48,55 (18)  | 1.52,16 (15) |               |
| NC18   | Cédric Michaud       | Frankrijk   | 116,830 | 38,47 (19)    | 6.46,00 (17)  | 1.53,28 (20) |               |
| NC19   | Vesa Rosendahl       | Finland     | 116,961 | 37,66 (9)     | 7.00,01 (24)  | 1.51,90 (13) |               |
| NC20   | Risto Rosendahl      | Finland     | 117,401 | 37,01 (5)     | 7.09,51 (25)  | 1.52,32 (16) |               |
| NC21   | Johan Röjler         | Zweden      | 117,671 | 38,65 (20)    | 6.51,88 (21)  | 1.53,50 (21) |               |
| NC22   | Vitali Novitsjenko   | Wit-Rusland | 118,173 | 38,27 (17)    | 6.54,20 (23)  | 1.55,45 (24) |               |
| NC23   | Jaromir Radke        | Polen       | 118,818 | 39,86 (23)    | 6.43,75 (14)  | 1.55,75 (25) |               |
| NC24   | Zsolt Baló           | Hongarije   | 121,051 | 37,95 (13)    | 7.24,95 (27)  | 1.55,82 (26) |               |
| NC25   | Oleh Grisjtsjenko    | Oekraïne    | 121,957 | 38,82 (21)    | 7.20,07 (26)  | 1.57,39 (27) |               |
| NC26   | Ivan Djakov          | Rusland     | 122,566 | 45,29 (25f)   | 6.42,90 (13)  | 1.50,96 (8)  |               |
| NC27   | David Kramár         | Tsjechië    | 123,227 | 38,44 (18)    | 7.35,01 (28)  | 1.57,86 (28) |               |
| NC28   | Cédric Kuentz        | Frankrijk   | 137,330 | 58,46 (26f)   | 6.49,24 (19)  | 1.53,84 (22) |               |

## Vrouwen

### Deelname
De vrouwen streden voor de 25e keer om de Europese titel. Ze deden dit voor de vijfde keer in Noorwegen en voor de tweede keer in Hamar. Drieëntwintig deelneemsters uit twaalf landen namen aan dit kampioenschap deel. Alle twaalf landen, Duitsland (4), Nederland (4), Rusland (3), Noorwegen (2), Roemenië (2), Wit-Rusland (2), Hongarije (1), Letland (1), Oekraïne (1), Oostenrijk (1), Polen (1) en Tsjechië (1), waren ook vertegenwoordigd op het EK in 1999. Finland, in 1999 nog met twee deelneemsters aanwezig, ontbrak voor het eerst op het vrouwen kampioenschap.
De Duitse Anni Friesinger werd de opvolgster van de Nederlandse Tonny de Jong en de tiende vrouw die de Europese titel op haar naam schreef. Ze trad hiermee in de voetsporen van haar (Oost-Duitse) landgenoten Andrea Mitscherlich (5x), Gabi Schönbrunn (1x), Gunda Niemann-Kleemann (7x) en Claudia Pechstein (1x Europees kampioene). Ze stond voor de tweede maal op het erepodium, in 1998 werd ze tweede. Op de tweede plaats werd ze geflankeerd door zevenvoudig Europees kampioene Gunda Niemann-Stirnemann die voor de tiende keer op het erepodium plaats nam. Op plaats drie nam Renate Groenewold voor het eerst plaats op het erepodium. Zij was de negende Nederlandse die het erepodium op een EK bereikte.
De andere drie Nederlandse deelneemsters, Tonny de Jong, Annamarie Thomas en debutante Marieke Wijsman, eindigden respectievelijk als vijfde, zevende en elfde in het eindklassement.
De Oostenrijkse Emese Hunyady nam op dit kampioenschap voor de vijftiende keer deel in zeventien jaar, de jaren 1985 en 1998 ontbrak ze.

### Afstandmedailles
De Nederlandse deelneemsters wonnen op dit kampioenschap vier afstandmedailles. Renate Groenewold won haar eerste twee medailles, goud op de 3000 en zilver op de 1500 meter. Tonny de Jong won haart dertiende medaille middels de gouden medaille op de 500 meter. De vierde medaille ging naar Annemarie Thomas die brons op de 1500 meter won, en haar totaal op negen medailles bracht.
Gunda Niemann-Kleemann bracht haar recordtotaal afstandmedailles op eenenveertig (26-10-5). Emese Hunyady evenaarde met haar zeventiende medaille (7-3-7) het aantal van Andrea Mitscherlich die van 1983-1988 zeventien medailles (13-3-1) behaalde. Claudia Pechstein bracht haar totaal tot tien medailles en Europees kampioene Anni Friesinger bracht haar totaal tot vijf medailles.
| Afstand | Goud                     | Zilver            | Brons                    |
| ------- | ------------------------ | ----------------- | ------------------------ |
| 500m    | Tonny de Jong            | Emese Hunyady     | Anni Friesinger          |
| 1500m   | Emese Hunyady            | Renate Groenewold | Annamarie Thomas         |
| 3000m   | Renate Groenewold        | Anni Friesinger   | Gunda Niemann-Stirnemann |
| 5000m   | Gunda Niemann-Stirnemann | Claudia Pechstein | Anni Friesinger          |

### Eindklassement
Achter de namen staat tussen haakjes bij meervoudige deelname het aantal deelnames
| Rang   | Schaatsster                   | Land        | Punten  | 500 m      | 3000 m       | 1500 m       | 5000 m       |
| ------ | ----------------------------- | ----------- | ------- | ---------- | ------------ | ------------ | ------------ |
| Goud   | Anni Friesinger (2)           | Duitsland   | 163,322 | 39,79 (3)  | 4.06,03 (2)  | 1.59,37 (4)  | 7.07,37 (3)  |
| Zilver | Gunda Niemann-Stirnemann (12) | Duitsland   | 163,348 | 40,78 (11) | 4.06,13 (3)  | 1.59,59 (6)  | 6.56,84 (1)  |
| Brons  | Renate Groenewold (2)         | Nederland   | 163,915 | 40,73 (10) | 4.05,44 (1)  | 1.58,17 (2)  | 7.08,89 (4)  |
| 4      | Claudia Pechstein (8)         | Duitsland   | 164,560 | 40,51 (8)  | 4.09,59 (4)  | 1.59,56 (5)  | 7.05,99 (2)  |
| 5      | Tonny de Jong (7)             | Nederland   | 164,919 | 39,76 (1)  | 4.09,68 (5)  | 1.59,73 (7)  | 7.16,36 (5)  |
| 6      | Emese Hunyady (15)            | Oostenrijk  | 166,101 | 39,78 (2)  | 4.18,35 (10) | 1.57,58 (1)  | 7.20,70 (8)  |
| 7      | Annamarie Thomas (6)          | Nederland   | 166,188 | 39,86 (4)  | 4.13,98 (6)  | 1.59,06 (3)  | 7.23,12 (10) |
| 8      | Varvara Barysjeva (2)         | Rusland     | 167,312 | 40,48 (7)  | 4.14,33 (7)  | 2.00,63 (9)  | 7.22,34 (9)  |
| 9      | Svetlana Bazjanova (7)        | Rusland     | 167,732 | 41,30 (15) | 4.14,65 (8)  | 1.59,98 (8)  | 7.19,98 (7)  |
| 10     | Daniela Anschütz (2)          | Duitsland   | 168,489 | 41,63 (16) | 4.16,45 (9)  | 2.01,44 (11) | 7.16,38 (6)  |
| 11     | Marieke Wijsman               | Nederland   | 169,424 | 40,30 (6)  | 4.23,29 (14) | 2.00,63 (9)  | 7.30,33 (11) |
| 12     | Hedvig Bjelkevik              | Noorwegen   | 171,185 | 41,28 (14) | 4.22,13 (12) | 2.02,70 (14) | 7.33,17 (12) |
| 13     | Krisztina Egyed (4)           | Hongarije   | 171,866 | 41,20 (13) | 4.22,13 (12) | 2.02,22 (12) | 7.42,38 (13) |
| 14     | Ellen Kathrine Lie (2)        | Noorwegen   | 172,365 | 40,59 (9)  | 4.27,08 (15) | 2.02,61 (13) | 7.43,92 (15) |
| 15     | Katarzyna Wójcicka (2)        | Polen       | 174,000 | 41,69 (17) | 4.28,47 (16) | 2.03,68 (16) | 7.43,39 (14) |
| 16     | Natalja Polozkova-Kozlova (4) | Rusland     | 174,244 | 40,80 (12) | 4.21,95 (11) | 2.03,54 (15) | 8.06,06 (16) |
| NC17   | Anzjelika Kotjoega (2)        | Wit-Rusland | 129,356 | 39,87 (5)  | 4.45,04 (21) | 2.05,94 (17) |              |
| NC18   | Ilonda Lūse (6)               | Letland     | 130,524 | 42,66 (19) | 4.31,39 (17) | 2.07,90 (19) |              |
| NC19   | Daniela Oltean (2)            | Roemenië    | 131,636 | 43,37 (20) | 4.34,28 (18) | 2.07,66 (18) |              |
| NC20   | Svetlana Radkevitsj           | Wit-Rusland | 132,684 | 41,85 (18) | 4.46,87 (22) | 2.09,07 (20) |              |
| NC21   | Andreea Jakab                 | Roemenië    | 134,014 | 44,47 (21) | 4.34,31 (19) | 2.11,48 (21) |              |
| NC22   | Olena Miagkikh (2)            | Oekraïne    | 138,476 | 45,51 (22) | 4.41,58 (20) | 2.18,11 (22) |              |
| NF3    | Jana Rejhonová (3)            | Tsjechië    | 94,781  | 46,90 (23) | 4.47,29 (23) | NF           |              |

vet = kampioenschapsrecord
NF = niet gefinisht